# Nummer 1-hits in de Billboard Hot 100 in 1973
Deze hits stonden in 1973 op nummer 1 in de Billboard Hot 100.
| Datum        | Artiest                  | Titel                                      |
| ------------ | ------------------------ | ------------------------------------------ |
| 6 januari    | Carly Simon              | You're so vain                             |
| 13 januari   | Carly Simon              | You're so vain                             |
| 20 januari   | Carly Simon              | You're so vain                             |
| 27 januari   | Stevie Wonder            | Superstition                               |
| 3 februari   | Elton John               | Crocodile rock                             |
| 10 februari  | Elton John               | Crocodile rock                             |
| 17 februari  | Elton John               | Crocodile rock                             |
| 24 februari  | Roberta Flack            | Killing me softly with his song            |
| 3 maart      | Roberta Flack            | Killing me softly with his song            |
| 10 maart     | Roberta Flack            | Killing me softly with his song            |
| 17 maart     | Roberta Flack            | Killing me softly with his song            |
| 24 maart     | The O'Jays               | Love train                                 |
| 31 maart     | Roberta Flack            | Killing me softly with his song            |
| 7 april      | Vicki Lawrence           | The night the lights went down in Georgia  |
| 14 april     | Vicki Lawrence           | The night the lights went down in Georgia  |
| 21 april     | Dawn                     | Tie a yellow ribbon round the ole oak tree |
| 28 april     | Dawn                     | Tie a yellow ribbon round the ole oak tree |
| 5 mei        | Dawn                     | Tie a yellow ribbon round the ole oak tree |
| 12 mei       | Dawn                     | Tie a yellow ribbon round the ole oak tree |
| 19 mei       | Stevie Wonder            | You are the sunshine of my life            |
| 26 mei       | Edgar Winter Group       | Frankenstein                               |
| 2 juni       | Paul McCartney & Wings   | My love                                    |
| 9 juni       | Paul McCartney & Wings   | My love                                    |
| 16 juni      | Paul McCartney & Wings   | My love                                    |
| 23 juni      | Paul McCartney & Wings   | My love                                    |
| 30 juni      | George Harrison          | Give Me Love (Give Me Peace on Earth)      |
| 7 juli       | Billy Preston            | Will it go round in circles                |
| 14 juli      | Billy Preston            | Will it go round in circles                |
| 21 juli      | Jim Croce                | Bad, Bad Leroy Brown                       |
| 28 juli      | Jim Croce                | Bad, bad Leroy Brown                       |
| 4 augustus   | Maureen McGovern         | The morning after                          |
| 11 augustus  | Maureen McGovern         | The morning after                          |
| 18 augustus  | Diana Ross               | Touch me in the morning                    |
| 25 augustus  | Stories                  | Brother Louie                              |
| 1 september  | Stories                  | Brother Louie                              |
| 8 september  | Marvin Gaye              | Let's get it on                            |
| 15 september | Marvin Gaye              | Let's get it on                            |
| 22 september | Helen Reddy              | Delta dawn                                 |
| 29 september | Grand Funk               | We're an American band                     |
| 6 oktober    | Cher                     | Half-breed                                 |
| 13 oktober   | Cher                     | Half-breed                                 |
| 20 oktober   | The Rolling Stones       | Angie                                      |
| 27 oktober   | Gladys Knight & the Pips | Midnight train to Georgia                  |
| 3 november   | Gladys Knight & the Pips | Midnight train to Georgia                  |
| 10 november  | Eddie Kendricks          | Keep on truckin'                           |
| 17 november  | Eddie Kendricks          | Keep on truckin'                           |
| 24 november  | Ringo Starr              | Photograph                                 |
| 1 december   | Carpenters               | Top of the world                           |
| 8 december   | Carpenters               | Top of the world                           |
| 15 december  | Charlie Rich             | The most beautiful girl                    |
| 22 december  | Charlie Rich             | The most beautiful girl                    |
| 29 december  | Jim Croce                | Time in a bottle                           |

1940 ·
1941 · 
1942 ·
1943 ·
1944 ·
1945 ·
1946 ·
1947 ·
1948 ·
1949 ·
1950 ·
1951 ·
1952 ·
1953 ·
1954 ·
1955 ·
1956 ·
1957 ·
1958 ·
1959 ·
1960 ·
1961 ·
1962 ·
1963 ·
1964 ·
1965 ·
1966 ·
1967 ·
1968 ·
1969 ·
1970 ·
1971 ·
1972 ·
1973 ·
1974 ·
1975 ·
1976 ·
1977 ·
1978 ·
1979 ·
1980 ·
1981 ·
1982 ·
1983 ·
1984 ·
1985 ·
1986 ·
1987 ·
1988 ·
1989 ·
1990 ·
1991 ·
1992 ·
1993 ·
1994 ·
1995 ·
1996 ·
1997 ·
1998 ·
1999 ·
2000 ·
2001 ·
2002 ·
2003 ·
2004 ·
2005 ·
2006 ·
2007 ·
2008 ·
2009 ·
2010 ·
2011 ·
2012 ·
2013 ·
2014 ·
2015 ·
2016 ·
2017 ·
2018 ·
2019 ·
2020 ·
2021 ·
2022 ·
2023
- Nederland (Top 40)
- Nederland (Single Top 100)
- Vlaanderen (Radio 2 Top 30)
- Duitsland
- Verenigd Koninkrijk
- Verenigde Staten (Hot 100)